# AFC Champions League 2009
De AFC Champions League 2009 was de zevende editie van dit voetbaltoernooi voor clubteams dat jaarlijks door de Asian Football Confederation (AFC) wordt georganiseerd.
Ten opzichte van de vijf voorgaande edities kende deze editie enkele veranderingen. Er werd voor het eerst een kwalificatie gespeeld. Het hoofdtoernooi (groepsfase) werd van 28 naar 32 clubs uitgebreid. De achtste finale, met daarin de nummers 1 en 2 per groep, was een extra ronde. De finale werd over een wedstrijd gespeeld op neutraal terrein. De winnaar van de vorige editie was niet automatisch geplaatst.
Titelhouder was Gamba Osaka uit Japan. Het toernooi werd gewonnen door Pohang Steelers uit Zuid-Korea door in de finale Al-Ittihad Djedda uit Saoedi-Arabië, de winnaar van 2004 en 2005, te verslaan (2-1). Met de eindoverwinning kwalificeerde Pohang Steelers zich tevens voor het wereldkampioenschap voetbal voor clubs 2009.

## Deelname
De voor de kwalificatie gekwalificeerde clubs Binh Duong FC (Vietnam), Muharraq Club (Bahrein) en Safa SC Beiroet (Libanon) als finalisten van de AFC Cup 2008 mochten niet aan de kwalificatie deelnemen omdat hun land niet aan de gestelde criteria van de AFC voor deelname voldeden en werden naar de ‘lagere‘ AFC Cup 2009 verwezen. Dit had als gevolg dat er uiteindelijk 35 clubs deelnamen waarvan drie in de kwalificatie werden uitgeschakeld. Deze drie clubs speelden verder in de AFC Cup 2009.
Kwalificatie
1 club:  India,  Indonesië,  Singapore,  Thailand,  Verenigde Arabische Emiraten
Groepsfase
4 clubs:  China,  Iran,  Japan,  Saoedi-Arabië,  Zuid-Korea
3 clubs:  Verenigde Arabische Emiraten
2 clubs:  Australië,  Oezbekistan,  Qatar
1 club:  Indonesië
+ 2 winnaars kwalificatie
Ten opzichte van 2008 ontbraken clubs uit Irak en Syrië. Clubs uit Koeweit ontbraken vanwege een door de FIFA opgelegde schorsing van dit land en hun clubs voor internationaal voetbal.

## Wedstrijden

### Kwalificatie
De beide winnaars van de tweede ronde plaatsten zich voor het hoofdtoernooi. De verliezers ging door naar de AFC Cup 2009.
| Datum | Ronde | Zone | Club       | Uitslag | Club       |
| ----- | ----- | ---- | ---------- | ------- | ---------- |
| 18/02 | 1e    | Oost | PEA        | 1-4     | SAFFC      |
| 25/02 | 2e    | Oost | SAFFC      | 2-1 nv  | PSMS Medan |
| 25/02 | 2e    | West | Sharjah FC | 3-0     | Dempo SC   |

### Groepsfase
De loting voor de groepsfase vond plaats op 7 januari 2009.

#### Groep A
| Team               | Pld | W | D | L | GF | GA | GD | Pnt |
| ------------------ | --- | - | - | - | -- | -- | -- | --- |
| Al-Hilal Riyad     | 6   | 4 | 2 | 0 | 10 | 4  | +6 | 14  |
| Pakhtakor Tasjkent | 6   | 4 | 1 | 1 | 9  | 5  | +4 | 13  |
| Saba Battery Qom   | 6   | 1 | 2 | 3 | 7  | 9  | −2 | 5   |
| Al-Ahli Dubai      | 6   | 0 | 1 | 5 | 6  | 14 | −8 | 1   |

|                    | HIL | AHL | PAK  | SAB |
| ------------------ | --- | --- | ---- | --- |
| Al-Hilal Riyad     |     | 2–1 | 2–0  | 1–1 |
| Al-Ahli Dubai      | 1–3 |     | 1–2  | 3–5 |
| Pakhtakor Tasjkent | 1–1 | 2–0 |      | 2–1 |
| Saba Battery Qom   | 0–1 | 0–0 | 18–2 |     |

#### Groep B
| Team             | Pld | W | D | L | GF | GA | GD | Pts |
| ---------------- | --- | - | - | - | -- | -- | -- | --- |
| Persepolis FC    | 4   | 2 | 1 | 1 | 4  | 2  | +2 | 7   |
| Al-Shabab Riyad  | 4   | 2 | 1 | 1 | 5  | 6  | −1 | 7   |
| Al-Gharrafa Doha | 4   | 1 | 0 | 3 | 7  | 8  | −1 | 3   |

|                  | GHA | SHB | PRS |
| ---------------- | --- | --- | --- |
| Al-Gharrafa Doha |     | 1–3 | 5–1 |
| Al-Shabab Riyad  | 1–0 |     | 0–0 |
| Persepolis FC    | 3–1 | 1-0 |     |

Sharjah FC trok zich na vier wedstrijden terug. Alle resultaten zijn geschrapt.

#### Groep C
| Team              | Pld | W | D | L | GF | GA | GD  | Pts |
| ----------------- | --- | - | - | - | -- | -- | --- | --- |
| Al-Ittihad Djedda | 6   | 3 | 3 | 0 | 14 | 4  | +10 | 12  |
| Umm-Salal SC      | 6   | 2 | 2 | 2 | 6  | 13 | −7  | 8   |
| Al-Jazira         | 6   | 0 | 4 | 2 | 6  | 7  | −1  | 5   |
| Esteghlal FC      | 6   | 0 | 4 | 2 | 6  | 8  | −2  | 4   |

|                     | ITT | JAZ | EST | UMS |
| ------------------- | --- | --- | --- | --- |
| Al-Ittihad Djedda   |     | 1–1 | 2–1 | 7-0 |
| Al-Jazira Abu Dhabi | 0–0 |     | 2-2 | 0–1 |
| Esteghlal FC        | 1–1 | 1–1 |     | 1–1 |
| Umm-Salal SC        | 1–3 | 2–2 | 1–0 |     |

#### Groep D
| Team                     | Pld | W | D | L | GF | GA | GD | Pts |
| ------------------------ | --- | - | - | - | -- | -- | -- | --- |
| Al-Ettifaq Dammam        | 6   | 4 | 0 | 2 | 15 | 8  | +7 | 12  |
| FC Bunyodkor             | 6   | 2 | 2 | 2 | 5  | 9  | −4 | 8   |
| Sepahan FC               | 6   | 2 | 1 | 3 | 9  | 7  | +2 | 7   |
| Al-Shabab Al-Arabi Dubai | 6   | 2 | 1 | 3 | 6  | 11 | −5 | 7   |

|                          | ETT | SHB | BUN | SEP |
| ------------------------ | --- | --- | --- | --- |
| Al-Ettifaq Dammam        |     | 4–1 | 4–0 | 2–1 |
| Al-Shabab Al-Arabi Dubai | 1–4 |     | 2–0 | 2–1 |
| FC Bunyodkor             | 2–1 | 0–0 |     | 2–2 |
| Sepahan FC               | 3–0 | 2–0 | 0–1 |     |

#### Groep E
| Team                   | Pld | W | D | L | GF | GA | GD | Pts |
| ---------------------- | --- | - | - | - | -- | -- | -- | --- |
| Nagoya Grampus         | 6   | 3 | 3 | 0 | 10 | 4  | +6 | 12  |
| Newcastle United Jets  | 6   | 3 | 1 | 2 | 6  | 5  | +1 | 10  |
| Ulsan Hyundai Horang-i | 6   | 2 | 0 | 4 | 4  | 10 | −6 | 6   |
| Beijing Guoan          | 6   | 1 | 2 | 3 | 4  | 5  | −1 | 5   |

|                        | BEI | NAG | NEW | ULS |
| ---------------------- | --- | --- | --- | --- |
| Beijing Guoan          |     | 1-1 | 2–0 | 0–1 |
| Nagoya Grampus         | 0–0 |     | 1–1 | 4–1 |
| Newcastle United Jets  | 2–1 | 0–1 |     | 2–0 |
| Ulsan Hyundai Horang-i | 1–0 | 1–3 | 0-1 |     |

#### Groep F
| Team            | Pld | W | D | L | GF | GA | GD  | Pts |
| --------------- | --- | - | - | - | -- | -- | --- | --- |
| Gamba Osaka     | 6   | 5 | 0 | 1 | 17 | 4  | +13 | 15  |
| FC Seoul        | 6   | 3 | 1 | 2 | 14 | 11 | +3  | 10  |
| Shandong Luneng | 6   | 2 | 1 | 3 | 10 | 9  | +1  | 7   |
| Sriwijaya FC    | 6   | 1 | 0 | 5 | 7  | 24 | −17 | 3   |

|                 | GAM | SEO | SHA | SRI |
| --------------- | --- | --- | --- | --- |
| Gamba Osaka     |     | 1-2 | 3-0 | 5-0 |
| FC Seoul        | 2-4 |     | 1-1 | 5-1 |
| Shandong Luneng | 0-1 | 2-0 |     | 5-0 |
| Sriwijaya FC    | 0-3 | 2-4 | 4-2 |     |

#### Groep G
| Team             | Pld | W | D | L | GF | GA | GD  | Pts |
| ---------------- | --- | - | - | - | -- | -- | --- | --- |
| Kashima Antlers  | 6   | 4 | 1 | 1 | 16 | 6  | +10 | 13  |
| Suwon Bluewings  | 6   | 4 | 0 | 2 | 12 | 8  | +4  | 12  |
| Shanghai Shenhua | 6   | 2 | 2 | 2 | 9  | 8  | +1  | 8   |
| SAFFC            | 6   | 0 | 1 | 5 | 4  | 19 | −15 | 1   |

|                         | KAS | SAF | SHA | SUW |
| ----------------------- | --- | --- | --- | --- |
| Kashima Antlers         |     | 5–0 | 2–0 | 3–0 |
| SAFFC                   | 1–4 |     | 1–1 | 0–2 |
| Shanghai Shenhua        | 1–1 | 4–1 |     | 2–1 |
| Suwon Samsung Bluewings | 4–1 | 3–1 | 2–1 |     |

#### Groep H
| Team                   | Pld | W | D | L | GF | GA | GD | Pts |
| ---------------------- | --- | - | - | - | -- | -- | -- | --- |
| Pohang Steelers        | 6   | 3 | 3 | 0 | 7  | 3  | +4 | 12  |
| Kawasaki Frontale      | 6   | 3 | 1 | 2 | 10 | 7  | +3 | 10  |
| Tianjin Teda           | 6   | 2 | 2 | 2 | 6  | 5  | +1 | 8   |
| Central Coast Mariners | 6   | 0 | 2 | 4 | 5  | 13 | −8 | 2   |

|                        | CCM | KAW | POH | TIA |
| ---------------------- | --- | --- | --- | --- |
| Central Coast Mariners |     | 0–5 | 0–0 | 0–1 |
| Kawasaki Frontale      | 2–1 |     | 0–2 | 1–0 |
| Pohang Steelers        | 3–2 | 1–1 |     | 1–0 |
| Tianjin Teda           | 2–2 | 3–1 | 0–0 |     |

### Achtste finale
Deze ronde werd in een wedstrijd beslist waarbij de groepswinnaars het thuisrecht kregen toebedeeld. De wedstrijden in de West-Aziatische zone werden op 26 en 27 mei gespeeld, de wedstrijden in de Oost-Aziatische zone op 24 juni.
| Team 1            | Res.         | Team 2                  |
| West-Azië         | West-Azië    | West-Azië               |
| ----------------- | ------------ | ----------------------- |
| Al-Ittihad Djedda | 2-1          | Al-Shabab Riyad         |
| Al-Hilal Riyad    | 0-0 ns (3-4) | Umm-Salal SC            |
| Persepolis FC     | 0-1          | FC Bunyodkor            |
| Al-Ettifaq Dammam | 1-2          | Pakhtakor Tasjkent      |
| Oost-Azië         |              |                         |
| Pohang Steelers   | 6-0          | Newcastle United Jets   |
| Nagoya Grampus    | 2-1          | Suwon Samsung Bluewings |
| Kashima Antlers   | 2-2 ns (4-5) | FC Seoul                |
| Gamba Osaka       | 2-3          | Kawasaki Frontale       |

### Kwartfinale
De heenwedstrijden werden op 23 september gespeeld, de terugwedstrijden op 30 september.
| Team 1             | Tot. | Team 2            | 1e wedstr. | 2e wedstr. |
| ------------------ | ---- | ----------------- | ---------- | ---------- |
| FC Bunyodkor       | 4-5  | Pohang Steelers   | 3-1        | 1-4 nv     |
| Pakhtakor Tasjkent | 1-5  | Al-Ittihad Djedda | 1-1        | 0-4        |
| Kawasaki Frontale  | 3-4  | Nagoya Grampus    | 2-1        | 1-3        |
| Umm-Salal SC       | 4-3  | FC Seoul          | 3-2        | 1-1        |

### Halve finale
De heenwedstrijden werden op 21 oktober gespeeld, de terugwedstrijden op 28 oktober.
| Team 1            | Tot. | Team 2         | 1e wedstr. | 2e wedstr. |
| ----------------- | ---- | -------------- | ---------- | ---------- |
| Pohang Steelers   | 4-1  | Umm-Salal SC   | 2-0        | 2-1        |
| Al-Ittihad Djedda | 8-3  | Nagoya Grampus | 6-2        | 2-1        |

### Finale
De finale van de AFC Champions League 2009 werd op 7 november gespeeld in het Olympisch Stadion van Tokio.
| Team 1            | Res. | Team 2          |
| ----------------- | ---- | --------------- |
| Al-Ittihad Djedda | 1-2  | Pohang Steelers |

|                             |                   |         |                                     |                                                                              |
| 7 november 2009 19:00 (JST) | Al-Ittihad Djedda | 1-2     | Pohang Steelers                     | Olympisch Stadion, Tokio Toeschouwers: 25.743 Scheidsrechter: Matthew Breeze |
| 7 november 2009 19:00 (JST) | Mohammed Noor 74' | Verslag | Noh Byung-Joon 57' Kim Hyung-Il 66' | Olympisch Stadion, Tokio Toeschouwers: 25.743 Scheidsrechter: Matthew Breeze |

Clubcompetities: AFC Champions League Elite · AFC Champions League Two · AFC Challenge League

Landencompetities: Aziatisch kampioenschap mannen · Aziatisch kampioenschap vrouwen

Voormalige competities: AFC Challenge Cup · AFC President's Cup · Aziatische supercup · AFC/OFC Cup Challenge · Aziatische beker voor bekerwinnaars · AFC Cup